# Karl Hofmann (Architekt, 1856)

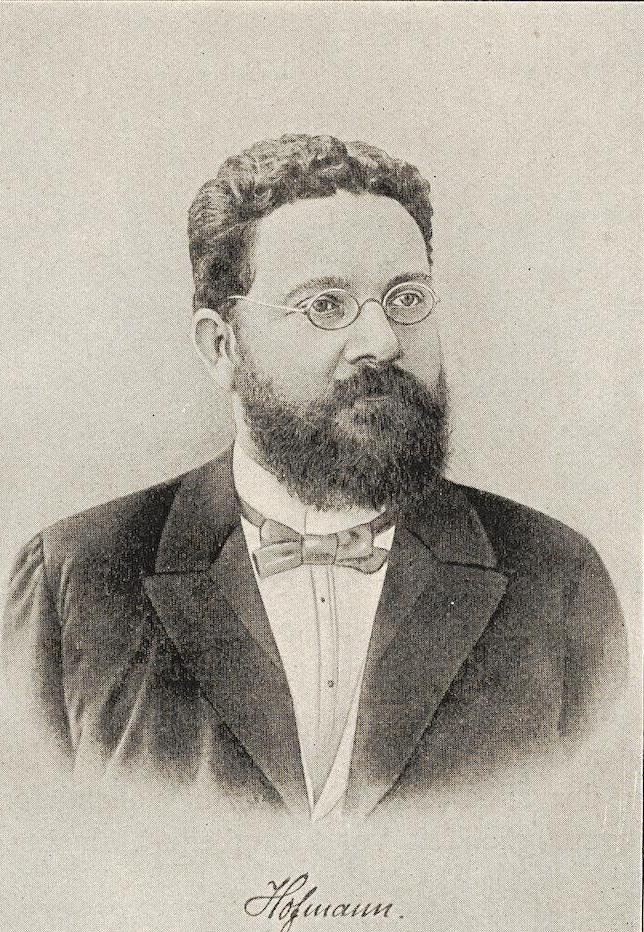
Karl Hofmann, um 1903

Karl Christian Hofmann (* 20. April 1856 in Herborn; † 28. Dezember 1933 in Darmstadt) war ein deutscher Architekt, Baubeamter und Hochschullehrer.

## Werdegang

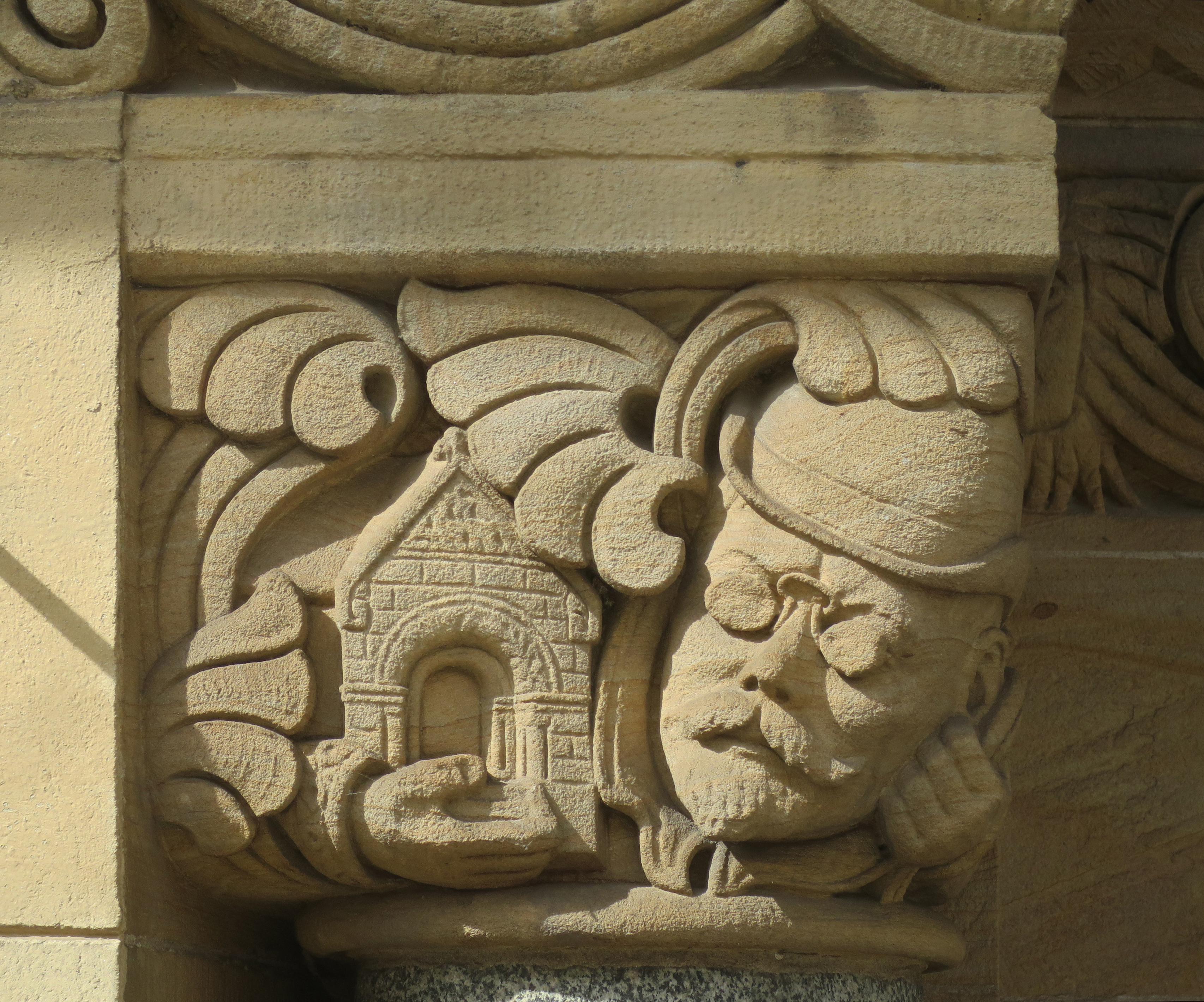
Porträt von Karl Hofmann mit dem Modell des Fürstenpavillons am Fürstenpavillon des Hauptbahnhofs Worms

Karl Hofmann studierte 1875–1877 an der Berliner Bauakademie und 1877/78 an der Technischen Hochschule Wien.
1879 gewann er den ersten Preis im Wettbewerb um einen Entwurf für die Synagoge in Münster in Westfalen und erhielt den Auftrag zum Bau. Die Synagoge wurde am 27. September 1880 eingeweiht. Anschließend fand er 1881 eine Anstellung als Baumeister beim Regierungsbezirk Wiesbaden für die Erweiterungsbauten der „Irrenanstalt“ Eichberg. 1885 wechselte er als Hospitalbaumeister nach Worms, wo ein städtisches Krankenhaus zu errichten war. Schon 1886 erhielt er auch die Stelle des dortigen Stadtbaumeisters. Er verfasste die Planung für eine Stadterweiterung zum Rhein hin und eine umfangreiche Stadtplanung darüber hinaus, die aber nur in Ansätzen umgesetzt wurde. Hofmann war ein Anhänger des künstlerischen Städtebaus und von den Arbeiten von Camillo Sitte stark beeinflusst.
1892/93 wurde Hofmann seitens des Kirchenvorstandes des Wormser Doms als Dombaumeister unter Vertrag genommen, da die hoch komplizierte Sanierung des einsturzgefährdeten Westchores dieses Bauwerks anstand. Die Funktion des Dombaumeisters behielt er über mehrere Jahrzehnte bei, auch nachdem er aus städtischen Diensten ausschied. Nach dem Ersten Weltkrieg lag die örtliche Bauleitung aber bei Philipp Brand.
1897 wurde Karl Hofmann zum ordentlichen Professor an die Technische Hochschule Darmstadt berufen. Er lehrte dort 30 Jahre das Fach Baukunst. 1898–1899 sowie 1910–1913 war er Dekan der Abteilung Architektur an der Hochschule. Auch nach seinem Wechsel an die Hochschule behielt er die Funktion des Dombaumeisters in Worms bei und war maßgeblich an der Rettung des Westchores des Doms ab 1901 beteiligt.
Neben seiner Lehrtätigkeit übernahm er gelegentlich stadtplanerische Aufgaben wie 1897 einen Bebauungsplan für die Mathildenhöhe in Darmstadt oder die Planung der Cramer-Klett-Siedlung für das MAN-Werk Gustavsburg (1896) in Gustavsburg. Mit Karl Mayreder, Professor für Städtebau an der Technischen Hochschule Wien, einem Studienfreund aus seiner Wiener Zeit, begutachtete er 1905/1907 den Bauregelungsplan für die Altstadt von Salzburg.
Ab 1898 war er kommissarisch Vortragender Rat im hessischen Finanzministerium, Abteilung Bauwesen. Einen angetragenen Wechsel nach dort lehnte er aber ab, weil er an der Hochschule bleiben wollte.
Ab 1906 war er Mitglied des Technischen Oberprüfungsamts.
Nach 1910 sind von ihm kaum noch Planungen oder Bauten bekannt. In der Darmstädter Hochschule wurde er 1927 emeritiert.

## Bauten

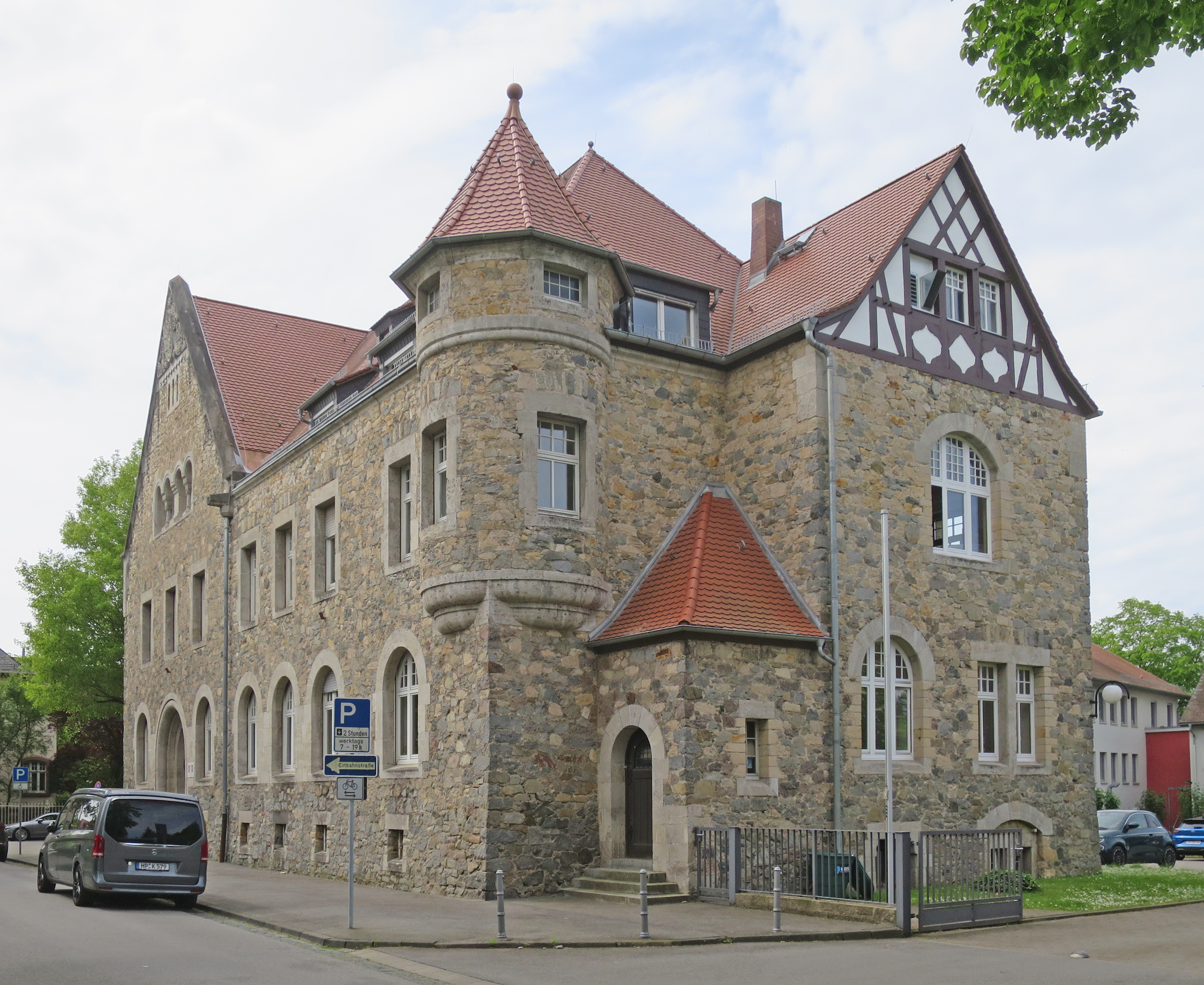
Amtsgericht Bensheim

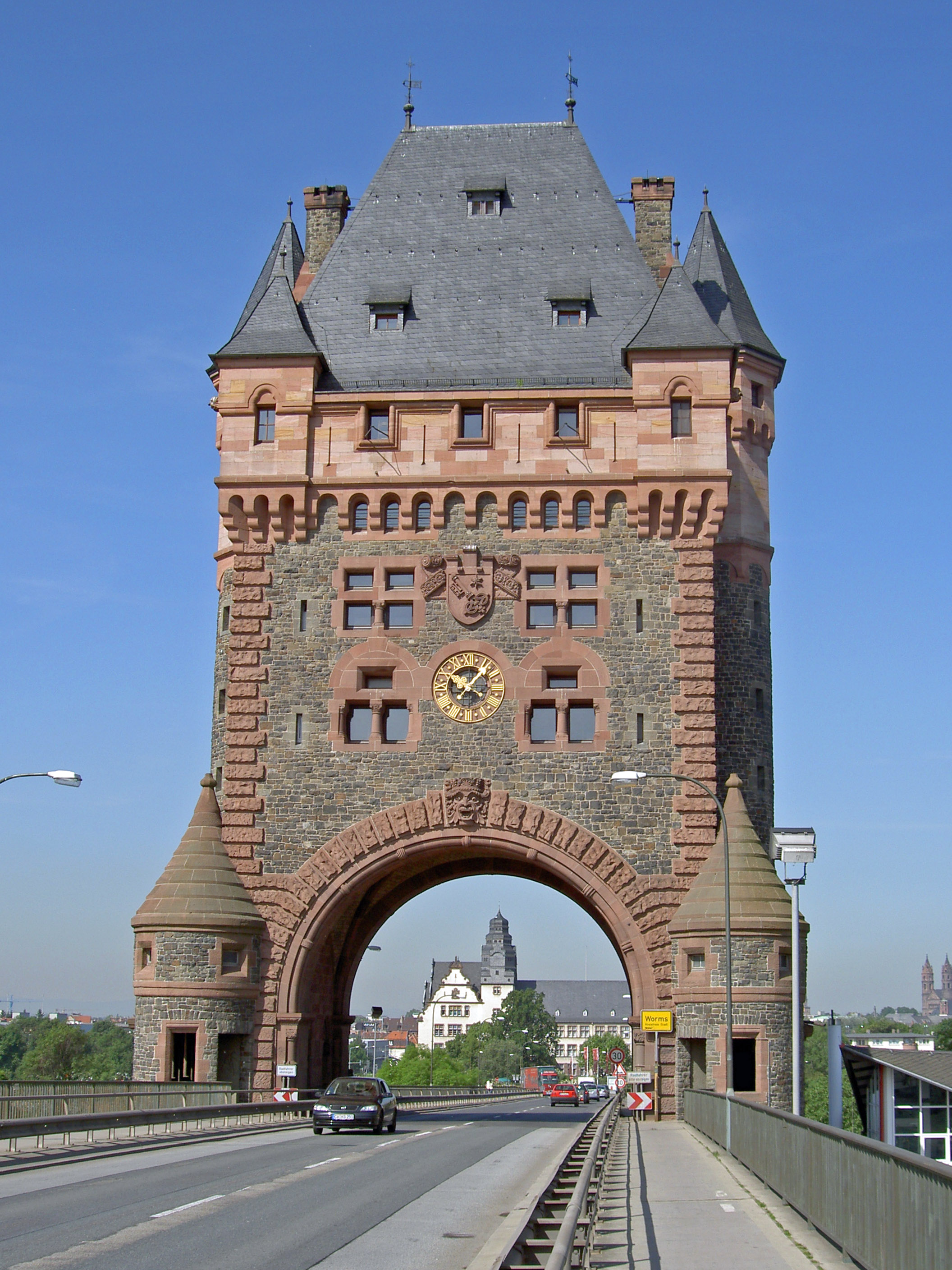
Turm der Nibelungenbrücke Worms

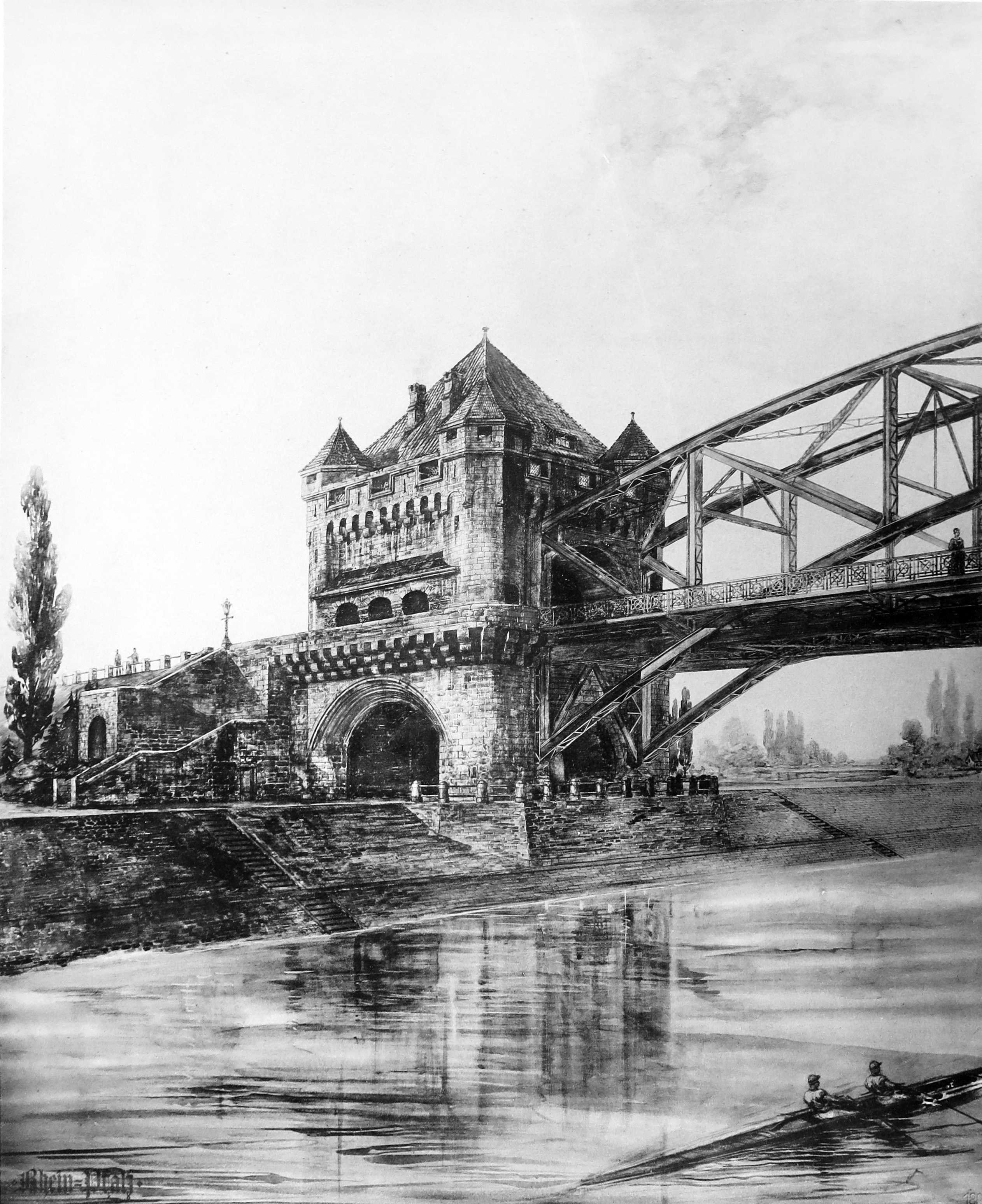
Entwurf für einen Turm der Rheinbrücke Worms (nicht umgesetzt)

Die private Villa von Hofmann in Worms

- 1878–1880: Synagoge in Münster (aus einem Architektenwettbewerb hervorgegangen)[9]
- 1880–1885: mehrere Gebäude als 2. Bauabschnitt der psychiatrischen Klinik in Eichberg[10]
- 1885–1888: Städtisches Krankenhaus in Worms (nach 1981 abgebrochen)[11]
- 1886–1987: Gewerbeschule in Worms[12]
- 1889: eigenes Wohnhaus in Worms (im Zweiten Weltkrieg zerstört)[13]
- 1889–1890: Wasserturm in Worms[14]
- 1891: Neusatz-Schule in Worms[15]
- 1894–1903: Evangelische Kirche Gernsheim[16]
- 1895: Ludwigsdenkmal in Worms[17] (1992 teilrekonstruiert)
- 1895: Restaurierung der Komturkirche in Nieder-Weisel[18]
- 1896: Cramer-Klett-Siedlung in Ginsheim-Gustavsburg[19]
- 1896: Arbeitersiedlung Kiautschau in Worms[20]
- 1897: Entwurf einer Trauerhalle für den neuen Hauptfriedhof Hochheimer Höhe in Worms. Da die Entwürfe nur fragmentarisch erhalten sind ist unklar, in welchem Umfang der Entwurf umgesetzt wurde.[21]
- 1897–1900: Türme der Ernst-Ludwig-Brücke in Worms[22] (Strombrücke 1945 gesprengt, Turm auf hessischer Seite abgerissen, Nibelungenturm auf rheinland-pfälzischer Seite erhalten)
- 1898: Fassadenentwurf für Worms Hauptbahnhof. Da der Entwurf nicht erhalten ist, bleibt unbekannt, was davon umgesetzt wurde.[23]
- 1898: Doppelwohnhaus in Darmstadt im Nikolaiweg 4/6.[24] Im Zweiten Weltkrieg wurde das Haus zerstört.
- 1898–1900: Nibelungenschule in Worms (1. Bauabschnitt)[25]
- 1898–1903: Ausbau der Ruine des kurpfälzischen Schloss Alzey zu einem Gerichts- und Behördengebäude.[26]
- 1898/1899: Beteiligung an dem beschränkten Wettbewerb für den deutschen Pavillon auf der Weltausstellung 1900 in Paris (nicht umgesetzt)[27]
- 1899: Wohn- und Geschäftshaus Elgert in der Kirchstraße 17 in Darmstadt.[28] Im Zweiten Weltkrieg wurde das Haus zerstört.
- 1900: Ausflugslokal auf der Ludwigshöhe in Darmstadt, im Zweiten Weltkrieg zerstört.[29]
- 1900: Zwei Doppelhäuser für die Arbeiter der großherzoglichen Meierei, Erbacher Straße 144–150.[30]
- 1900–1901: „Regotisierung“ der Bergkirche in Bensheim-Auerbach[31]
- um 1901: Doppelwohnhaus in Darmstadt, Paulusviertel, Roquetteweg 51/53. Die eine Haushälfte bewohnte Karl Hofmann selbst.[32]
- 1900–1902: Amtsgericht Bensheim, Wilhelmstraße 26[33]
- 1901–1903: Kreisamt[34], Rochusallee 2 in Bingen, zusammen mit Reinhard Klingelhöfer, heute: Behördenhaus
- 1902: Oberforstamt in Darmstadt, Paulusviertel, Ohlystraße 75[35]
- 1902: Verwaltungsgebäude des Botanischen Gartens in Darmstadt, Schnittspahnstraße 4[36]
- 1902/1903: Kreishaus Erbach[37][38]
- 1903–1905: Amtsgericht Darmstadt, Mathildenplatz 12, zusammen mit Bauinspektor Wilhelm Thaler[39]
- 1905: Neues Mausoleum als Grablege der großherzoglichen Familie im Park Rosenhöhe in Darmstadt[40]
- 1908: Gestaltung des Aliceplatzes in Bad Nauheim[41]
- 1910: Turnhalle in Laubach, Hunger Straße 4[42]
- 1922 (aufgestellt): Kriegerdenkmal in Bensheim. Es steht heute auf dem Friedhof Bensheim-Mitte.[43]
- 1924: Turm auf der Starkenburg in Heppenheim an der Bergstraße[44]

## Familie
Karl Hofmann war ein Sohn des Damastwebers Philipp Ludwig Hofmann und dessen Ehefrau Katharine Jakobine, geborene Petry, ein jüngerer Bruder war der Architekt Ludwig Hofmann.
Karl Hofmann heiratete 1880 Karoline Norsch aus Bissenberg. Sie hatten drei Kinder:
- Emil Hofmann, er wurde Regierungsbaurat in Darmstadt.
- Ludwig Hofmann, er wurde Polizeimajor in Mainz.
- Anna, verheiratete Möslein, († 2. Januar 1921 Minden in Westfalen).

## Engagements
- Ab 1889 war er Mitglied im Vorstand des Altertumsvereins Worms.[46]
- Ab 1903 war er Mitglied im ersten Denkmalrat des Großherzogtums[1], der aufgrund des 1902 erlassenen neuen Denkmalschutzgesetzes, des ersten modernen Denkmalschutzgesetzes in Deutschland, zusammentrat.[47]

## Ehrungen
- 1895 Ernennung zum Baurat durch Großherzog Ernst Ludwig anlässlich der Einweihung des von Hofmann entworfenen „Ludwigsmonuments“, eines Denkmals für den Vater des Großherzogs in Worms.[48]
- 1898: Ernennung zum Geheimen Oberbaurat[1]
- 1922: Ernennung zum Ministerialrat[1]
- 1924: Ehrendoktorwürde der Technischen Hochschule Hannover (als Dr.-Ing E. h.)[1]

- Die Karl-Hofmann-Schule in Worms, eine berufsbildende Schule, trägt seinen Namen.[49]
- In Worms gibt es weiter eine Karl-Hofmann-Anlage.

## Wissenswert
Es gibt einen namensgleichen Architekten, Karl Hofmann, in Basel. Beim Wettbewerb zum Bau der Synagoge Offenbach am Main trafen beide aufeinander: Karl Hofmann (Darmstadt) saß in der Jury, Karl Hofmann (Basel) reichte einen Entwurf ein.

### Werke
Karl Hofmann hat nur wenig verfasst, was im Druck erschienen ist:
- Der Dom zu Worms und seine Wiederherstellung. Rede zur Feier des Geburtstages Seiner Königlichen Hoheit des Großherzogs Ernst Ludwig und Ihrer Königlichen Hoheit der Großherzogin Victoria Melita von Hessen und bei Rhein am 25. November 1897 in der Aula der Großherzoglichen Technischen Hochschule zu Darmstadt. Herbert, Darmstadt 1897.
- Bebauungsplan der Mathildenhöhe. Darmstadt 1897 [grafischer Plan] auf Bildindex der Kunst & Architektur.
- zusammen mit E. Högg: Der Wiederaufbau der St. Michaeliskirche in Hamburg. 10. Tag für Denkmalpflege, Trier 23. und 24. September 1909, Müller, Karlsruhe 1909.

### Sekundärliteratur
- Reinhard Dietrich und Ferdinand Werner: Karl Hofmann – nicht nur in Worms. In: Der Wormsgau 39 (2024), S. 97–126.
- Günter Fries, Nikolaus Heiss, Wolfgang Langer, Irmgard Lehn, Eva Reinhold-Postina: Kulturdenkmäler in Hessen. Stadt Darmstadt = Landesamt für Denkmalpflege Hessen und Magistrat der Stadt Darmstadt (Hg.): Denkmaltopographie Bundesrepublik Deutschland. Vieweg, Braunschweig und Wiesbaden 1994. ISBN 3-528-06249-5
- Leonhard Kraft: Karl Hofmann. In: Der Baumeister, 2. Jahrgang 1903/1904, Heft 3 (vom Dezember 1903), S. 25–28. (Digitalisat)
- Fritz Reuter: Karl Hofmann und „das neue Worms“. Stadtentwicklung und Kommunalbau 1882–1918 = Quellen und Forschungen zur hessischen Geschichte Band 91. Hessische Historische Kommission Darmstadt und Historische Kommission für Hessen, Darmstadt / Marburg (Lahn) 1993, ISBN 3-88443-180-3
- Fritz Reuter: Der Sprung in die Moderne. Das „Neue Worms“ (1874–1914). In: Gerold Bönnen (Hg.): Geschichte der Stadt Worms. 2. Auflage, Theiss, Stuttgart 2015, ISBN 978-3-8062-3158-8, S. 479 ff.
- „W.“: Karl Hofmann †. In: Zentralblatt der Bauverwaltung, 54. Jahrgang 1934, Nr. 6 (vom 7. Februar 1934), S. 10 f.
- Ferdinand Werner: Arbeitersiedlungen. Arbeiterhäuser im Rhein-Neckar-Raum = Beiträge zur Mannheimer Architektur- und Baugeschichte 8. Mit Beiträgen von Gerold Bönnen und Ulrich Nieß. Wernersche Verlagsgesellschaft, Worms 2012, ISBN 978-3-88462-330-5
- Christa Wolf, Marianne Viefhaus: Verzeichnis der Hochschullehrer der TH Darmstadt. Kurzbiographien 1836–1945. Verlag des Historischen Vereins für Hessen, Darmstadt 1977, OCLC 611985164, S. 89.